# Стафілін довгоопушений
Стафілін довгоопушений, хижак золотистосмугий, хижак найпрекрасніший (Staphylinus caesareus) — вид жуків родини жуків-хижаків (Staphylinidae).

## Поширення
Вид досить поширений в Європі, Північній Африці, на Близькому Сході та в Північній Америці. В гірських районах він звичний, але на рівнинах рідкісний. Присутній у фауні України.

## Опис
Жук завдовжки до 25 мм. Тіло чорного кольору. Основа переднеспинки з жовтою облямівкою. Надкрила червонувато-коричневі, вкриті чорними волосками. Крила добре розвинені. Вусики, щелепи та лапки червонувато-коричневі. На голові є золотиті ворсинки. Всі тергіти черевця, крім останнього, мають по парі золотистих волосистих плям.

## Біологія
Жук трапляється в лісах. Живе у підстилці, серед моху та на ґрунті у вологих відкритих ділянках. Активний у прохолодну погоду. Хижак, полює на комах та їхніх личинок. Спаровування відбувається у травні та червні, а личинки з'являються у серпні. У разі небезпеки жук розсуває щелепи і вигинає черевце вперед, щоб залякати ворога. Личинки так само хижі, як і дорослі комахи. Після третього линяння вони заляльковуються у ґрунті.